# Tirreno-Adriático 2022
La 57.ª edición de la competición ciclista Tirreno-Adriático fue una carrera de ciclismo en ruta por etapas que se celebró entre el 7 y el 13 de marzo de 2022 en Italia con inicio en el municipio de Lido di Camaiore y final en el municipio de San Benedetto del Tronto sobre un recorrido de 1131,9 kilómetros.
La carrera formó parte del UCI WorldTour 2022, calendario ciclístico de máximo nivel mundial, siendo la quinta carrera de dicho circuito y fue ganada por el esloveno Tadej Pogačar del UAE Emirates. Completaron el podio, como segundo y tercer clasificado respectivamente, el danés Jonas Vingegaard del Jumbo-Visma y el español Mikel Landa del Bahrain Victorious.

## Equipos participantes
Tomaron parte en la carrera 24 equipos: 18 de categoría UCI WorldTeam y 6 de categoría UCI ProTeam. Formaron así un pelotón de 167 ciclistas de los que acabaron 143. Los equipos participantes fueron:
| WorldTeams (18)- AG2R Citroën Team - Astana Qazaqstan Team - Bahrain Victorious - Bora-Hansgrohe - Cofidis - EF Education-EasyPost - Groupama-FDJ - Ineos Grenadiers - Intermarché-Wanty-Gobert Matériaux - Israel-Premier Tech - Jumbo-Visma - Lotto-Soudal - Movistar Team - Quick-Step Alpha Vinyl - BikeExchange-Jayco - Team DSM - Trek-Segafredo - UAE Team Emirates ProTeams (6)- Alpecin-Fenix - Arkéa-Samsic - Bardiani-CSF-Faizanè - Drone Hopper-Androni Giocattoli - Eolo-Kometa - TotalEnergies |
| |

## Recorrido
La Tirreno-Adriático dispuso de siete etapas divididas en dos etapas llanas, tres de media montaña, una etapa de montaña, y finaliza con una contrarreloj individual para un recorrido total de 1131,9 kilómetros.
| Etapa     | Fecha     | Recorrido                                           | type                    | Distancia (km) | Desnivel (m) | Ganador        | Líder         |
| --------- | --------- | --------------------------------------------------- | ----------------------- | -------------- | ------------ | -------------- | ------------- |
| 1.ª etapa | 7 de mar  | Lido di Camaiore – Lido di Camaiore                 | contrarreloj individual | 13,9           | 4 m          | Filippo Ganna  | Filippo Ganna |
| 2.ª etapa | 8 de mar  | Camaiore – Sovicille                                | etapa escarpada         | 219            | 2144 m       | Tim Merlier    | Filippo Ganna |
| 3.ª etapa | 9 de mar  | Murlo – Terni                                       | etapa llana             | 170            | 2063 m       | Caleb Ewan     | Filippo Ganna |
| 4.ª etapa | 10 de mar | Cascada de Marmore – Bellante                       | etapa de media montaña  | 202            | 3092 m       | Tadej Pogačar  | Tadej Pogačar |
| 5.ª etapa | 11 de mar | Sefro – Fermo                                       | etapa de montaña        | 155            | 2402 m       | Warren Barguil | Tadej Pogačar |
| 6.ª etapa | 12 de mar | Apecchio – Carpegna                                 | etapa de montaña        | 213            | 3817 m       | Tadej Pogačar  | Tadej Pogačar |
| 7.ª etapa | 13 de mar | San Benedetto del Tronto – San Benedetto del Tronto | etapa llana             | 159            | 1296 m       | Phil Bauhaus   | Tadej Pogačar |

## Desarrollo de la carrera

### 1.ª etapa
| Lido di Camaiore - Lido di Camaiore | contrarreloj individual | (13,9 km) |

| \| Clasificación de la etapa \| Clasificación de la etapa \| Clasificación de la etapa \| Clasificación de la etapa \| Clasificación de la etapa \| \| Ciclista \| Ciclista \| Equipo \| Tiempo \| \| \| ------------------------- \| ------------------------- \| ------------------------- \| ------------------------- \| ------------------------- \| \| 1.º \| Filippo Ganna \| Ineos Grenadiers \| 15 min 17 s \| \| \| 2.º \| Remco Evenepoel \| Quick-Step Alpha Vinyl \| + 11 s \| \| \| 3.º \| Tadej Pogačar \| UAE Team Emirates \| + 18 s \| \| \| 4.º \| Kasper Asgreen \| Quick-Step Alpha Vinyl \| + 24 s \| \| \| 5.º \| Alex Dowsett \| Israel-Premier Tech \| + 25 s \| \| \| 6.º \| Thymen Arensman \| Team DSM \| + 28 s \| \| \| 7.º \| Tobias Ludvigsson \| Groupama-FDJ \| + 32 s \| \| \| 8.º \| Jos van Emden \| Jumbo-Visma \| + 33 s \| \| \| 9.º \| Mikkel Bjerg \| UAE Team Emirates \| + 39 s \| \| \| 10.º \| Matteo Sobrero \| BikeExchange-Jayco \| + 39 s \| \| |                   |                        |             |
| |                   |                        |             |
| Fuente: ProCyclingStats |                   |                        |             |
| Clasificación de la etapa |                   |                        |             |
| Ciclista | Ciclista          | Equipo                 | Tiempo      |
| 1.º | Filippo Ganna     | Ineos Grenadiers       | 15 min 17 s |
| 2.º | Remco Evenepoel   | Quick-Step Alpha Vinyl | + 11 s      |
| 3.º | Tadej Pogačar     | UAE Team Emirates      | + 18 s      |
| 4.º | Kasper Asgreen    | Quick-Step Alpha Vinyl | + 24 s      |
| 5.º | Alex Dowsett      | Israel-Premier Tech    | + 25 s      |
| 6.º | Thymen Arensman   | Team DSM               | + 28 s      |
| 7.º | Tobias Ludvigsson | Groupama-FDJ           | + 32 s      |
| 8.º | Jos van Emden     | Jumbo-Visma            | + 33 s      |
| 9.º | Mikkel Bjerg      | UAE Team Emirates      | + 39 s      |
| 10.º | Matteo Sobrero    | BikeExchange-Jayco     | + 39 s      |

| \| Clasificación general \| Clasificación general \| Clasificación general \| Clasificación general \| Clasificación general \| \| Ciclista \| Ciclista \| Equipo \| Tiempo \| \| \| --------------------- \| --------------------- \| ---------------------- \| --------------------- \| --------------------- \| \| 1.º \| Filippo Ganna \| Ineos Grenadiers \| 15 min 17 s \| \| \| 2.º \| Remco Evenepoel \| Quick-Step Alpha Vinyl \| + 11 s \| \| \| 3.º \| Tadej Pogačar \| UAE Team Emirates \| + 18 s \| \| \| 4.º \| Kasper Asgreen \| Quick-Step Alpha Vinyl \| + 24 s \| \| \| 5.º \| Alex Dowsett \| Israel-Premier Tech \| + 25 s \| \| \| 6.º \| Thymen Arensman \| Team DSM \| + 28 s \| \| \| 7.º \| Tobias Ludvigsson \| Groupama-FDJ \| + 32 s \| \| \| 8.º \| Jos van Emden \| Jumbo-Visma \| + 33 s \| \| \| 9.º \| Mikkel Bjerg \| UAE Team Emirates \| + 39 s \| \| \| 10.º \| Matteo Sobrero \| BikeExchange-Jayco \| + 39 s \| \| |                   |                        |             |
| |                   |                        |             |
| Fuente: ProCyclingStats |                   |                        |             |
| Clasificación general |                   |                        |             |
| Ciclista | Ciclista          | Equipo                 | Tiempo      |
| 1.º | Filippo Ganna     | Ineos Grenadiers       | 15 min 17 s |
| 2.º | Remco Evenepoel   | Quick-Step Alpha Vinyl | + 11 s      |
| 3.º | Tadej Pogačar     | UAE Team Emirates      | + 18 s      |
| 4.º | Kasper Asgreen    | Quick-Step Alpha Vinyl | + 24 s      |
| 5.º | Alex Dowsett      | Israel-Premier Tech    | + 25 s      |
| 6.º | Thymen Arensman   | Team DSM               | + 28 s      |
| 7.º | Tobias Ludvigsson | Groupama-FDJ           | + 32 s      |
| 8.º | Jos van Emden     | Jumbo-Visma            | + 33 s      |
| 9.º | Mikkel Bjerg      | UAE Team Emirates      | + 39 s      |
| 10.º | Matteo Sobrero    | BikeExchange-Jayco     | + 39 s      |

### 2.ª etapa
| Camaiore - Sovicille | etapa escarpada | (219 km) |

| \| Clasificación de la etapa \| Clasificación de la etapa \| Clasificación de la etapa \| Clasificación de la etapa \| Clasificación de la etapa \| \| Ciclista \| Ciclista \| Equipo \| Tiempo \| \| \| ------------------------- \| ------------------------- \| ------------------------- \| ------------------------- \| ------------------------- \| \| 1.º \| Tim Merlier \| Alpecin-Fenix \| 5 h 25 min 23 s \| \| \| 2.º \| Olav Kooij \| Jumbo-Visma \| + 0 s \| \| \| 3.º \| Kaden Groves \| BikeExchange-Jayco \| + 0 s \| \| \| 4.º \| Peter Sagan \| TotalEnergies \| + 0 s \| \| \| 5.º \| Simone Consonni \| Cofidis \| + 0 s \| \| \| 6.º \| Phil Bauhaus \| Bahrain Victorious \| + 0 s \| \| \| 7.º \| Davide Ballerini \| Quick-Step Alpha Vinyl \| + 0 s \| \| \| 8.º \| Giacomo Nizzolo \| Israel-Premier Tech \| + 0 s \| \| \| 9.º \| Jacopo Guarnieri \| Groupama-FDJ \| + 0 s \| \| \| 10.º \| Andrea Vendrame \| AG2R Citroën Team \| + 0 s \| \| |                  |                        |                 |
| |                  |                        |                 |
| Fuente: ProCyclingStats |                  |                        |                 |
| Clasificación de la etapa |                  |                        |                 |
| Ciclista | Ciclista         | Equipo                 | Tiempo          |
| 1.º | Tim Merlier      | Alpecin-Fenix          | 5 h 25 min 23 s |
| 2.º | Olav Kooij       | Jumbo-Visma            | + 0 s           |
| 3.º | Kaden Groves     | BikeExchange-Jayco     | + 0 s           |
| 4.º | Peter Sagan      | TotalEnergies          | + 0 s           |
| 5.º | Simone Consonni  | Cofidis                | + 0 s           |
| 6.º | Phil Bauhaus     | Bahrain Victorious     | + 0 s           |
| 7.º | Davide Ballerini | Quick-Step Alpha Vinyl | + 0 s           |
| 8.º | Giacomo Nizzolo  | Israel-Premier Tech    | + 0 s           |
| 9.º | Jacopo Guarnieri | Groupama-FDJ           | + 0 s           |
| 10.º | Andrea Vendrame  | AG2R Citroën Team      | + 0 s           |

| \| Clasificación general \| Clasificación general \| Clasificación general \| Clasificación general \| Clasificación general \| \| Ciclista \| Ciclista \| Equipo \| Tiempo \| \| \| --------------------- \| --------------------- \| ---------------------- \| --------------------- \| --------------------- \| \| 1.º \| Filippo Ganna \| Ineos Grenadiers \| 5 h 40 min 40 s \| \| \| 2.º \| Remco Evenepoel \| Quick-Step Alpha Vinyl \| + 11 s \| \| \| 3.º \| Tadej Pogačar \| UAE Team Emirates \| + 17 s \| \| \| 4.º \| Kasper Asgreen \| Quick-Step Alpha Vinyl \| + 24 s \| \| \| 5.º \| Alex Dowsett \| Israel-Premier Tech \| + 25 s \| \| \| 6.º \| Thymen Arensman \| Team DSM \| + 28 s \| \| \| 7.º \| Tobias Ludvigsson \| Groupama-FDJ \| + 32 s \| \| \| 8.º \| Jos van Emden \| Jumbo-Visma \| + 33 s \| \| \| 9.º \| Matteo Sobrero \| BikeExchange-Jayco \| + 39 s \| \| \| 10.º \| Lawson Craddock \| BikeExchange-Jayco \| + 39 s \| \| |                   |                        |                 |
| |                   |                        |                 |
| Fuente: ProCyclingStats |                   |                        |                 |
| Clasificación general |                   |                        |                 |
| Ciclista | Ciclista          | Equipo                 | Tiempo          |
| 1.º | Filippo Ganna     | Ineos Grenadiers       | 5 h 40 min 40 s |
| 2.º | Remco Evenepoel   | Quick-Step Alpha Vinyl | + 11 s          |
| 3.º | Tadej Pogačar     | UAE Team Emirates      | + 17 s          |
| 4.º | Kasper Asgreen    | Quick-Step Alpha Vinyl | + 24 s          |
| 5.º | Alex Dowsett      | Israel-Premier Tech    | + 25 s          |
| 6.º | Thymen Arensman   | Team DSM               | + 28 s          |
| 7.º | Tobias Ludvigsson | Groupama-FDJ           | + 32 s          |
| 8.º | Jos van Emden     | Jumbo-Visma            | + 33 s          |
| 9.º | Matteo Sobrero    | BikeExchange-Jayco     | + 39 s          |
| 10.º | Lawson Craddock   | BikeExchange-Jayco     | + 39 s          |

### 3.ª etapa
| Murlo - Terni | etapa llana | (170 km) |

| \| Clasificación de la etapa \| Clasificación de la etapa \| Clasificación de la etapa \| Clasificación de la etapa \| Clasificación de la etapa \| \| Ciclista \| Ciclista \| Equipo \| Tiempo \| \| \| ------------------------- \| ------------------------- \| ------------------------- \| ------------------------- \| ------------------------- \| \| 1.º \| Caleb Ewan \| Lotto-Soudal \| 4 h 27 min 04 s \| \| \| 2.º \| Arnaud Démare \| Groupama-FDJ \| + 0 s \| \| \| 3.º \| Olav Kooij \| Jumbo-Visma \| + 0 s \| \| \| 4.º \| Nacer Bouhanni \| Arkéa-Samsic \| + 0 s \| \| \| 5.º \| Tim Merlier \| Alpecin-Fenix \| + 0 s \| \| \| 6.º \| Pascal Ackermann \| UAE Team Emirates \| + 0 s \| \| \| 7.º \| Phil Bauhaus \| Bahrain Victorious \| + 0 s \| \| \| 8.º \| Simone Consonni \| Cofidis \| + 0 s \| \| \| 9.º \| Elia Viviani \| Ineos Grenadiers \| + 0 s \| \| \| 10.º \| Matteo Moschetti \| Trek-Segafredo \| + 0 s \| \| |                  |                    |                 |
| |                  |                    |                 |
| Fuente: ProCyclingStats |                  |                    |                 |
| Clasificación de la etapa |                  |                    |                 |
| Ciclista | Ciclista         | Equipo             | Tiempo          |
| 1.º | Caleb Ewan       | Lotto-Soudal       | 4 h 27 min 04 s |
| 2.º | Arnaud Démare    | Groupama-FDJ       | + 0 s           |
| 3.º | Olav Kooij       | Jumbo-Visma        | + 0 s           |
| 4.º | Nacer Bouhanni   | Arkéa-Samsic       | + 0 s           |
| 5.º | Tim Merlier      | Alpecin-Fenix      | + 0 s           |
| 6.º | Pascal Ackermann | UAE Team Emirates  | + 0 s           |
| 7.º | Phil Bauhaus     | Bahrain Victorious | + 0 s           |
| 8.º | Simone Consonni  | Cofidis            | + 0 s           |
| 9.º | Elia Viviani     | Ineos Grenadiers   | + 0 s           |
| 10.º | Matteo Moschetti | Trek-Segafredo     | + 0 s           |

| \| Clasificación general \| Clasificación general \| Clasificación general \| Clasificación general \| Clasificación general \| \| Ciclista \| Ciclista \| Equipo \| Tiempo \| \| \| --------------------- \| --------------------- \| ---------------------- \| --------------------- \| --------------------- \| \| 1.º \| Filippo Ganna \| Ineos Grenadiers \| 9 h 48 min 04 s \| \| \| 2.º \| Remco Evenepoel \| Quick-Step Alpha Vinyl \| + 11 s \| \| \| 3.º \| Tadej Pogačar \| UAE Team Emirates \| + 14 s \| \| \| 4.º \| Kasper Asgreen \| Quick-Step Alpha Vinyl \| + 24 s \| \| \| 5.º \| Alex Dowsett \| Israel-Premier Tech \| + 25 s \| \| \| 6.º \| Thymen Arensman \| Team DSM \| + 28 s \| \| \| 7.º \| Tobias Ludvigsson \| Groupama-FDJ \| + 32 s \| \| \| 8.º \| Jos van Emden \| Jumbo-Visma \| + 33 s \| \| \| 9.º \| Matteo Sobrero \| BikeExchange-Jayco \| + 39 s \| \| \| 10.º \| Lawson Craddock \| BikeExchange-Jayco \| + 39 s \| \| |                   |                        |                 |
| |                   |                        |                 |
| Fuente: ProCyclingStats |                   |                        |                 |
| Clasificación general |                   |                        |                 |
| Ciclista | Ciclista          | Equipo                 | Tiempo          |
| 1.º | Filippo Ganna     | Ineos Grenadiers       | 9 h 48 min 04 s |
| 2.º | Remco Evenepoel   | Quick-Step Alpha Vinyl | + 11 s          |
| 3.º | Tadej Pogačar     | UAE Team Emirates      | + 14 s          |
| 4.º | Kasper Asgreen    | Quick-Step Alpha Vinyl | + 24 s          |
| 5.º | Alex Dowsett      | Israel-Premier Tech    | + 25 s          |
| 6.º | Thymen Arensman   | Team DSM               | + 28 s          |
| 7.º | Tobias Ludvigsson | Groupama-FDJ           | + 32 s          |
| 8.º | Jos van Emden     | Jumbo-Visma            | + 33 s          |
| 9.º | Matteo Sobrero    | BikeExchange-Jayco     | + 39 s          |
| 10.º | Lawson Craddock   | BikeExchange-Jayco     | + 39 s          |

### 4.ª etapa
| Cascada de Marmore - Bellante | etapa de media montaña | (202 km) |

| \| Clasificación de la etapa \| Clasificación de la etapa \| Clasificación de la etapa \| Clasificación de la etapa \| Clasificación de la etapa \| \| Ciclista \| Ciclista \| Equipo \| Tiempo \| \| \| ------------------------- \| ------------------------- \| ------------------------- \| ------------------------- \| ------------------------- \| \| 1.º \| Tadej Pogačar \| UAE Team Emirates \| 4 h 48 min 39 s \| \| \| 2.º \| Jonas Vingegaard \| Jumbo-Visma \| + 2 s \| \| \| 3.º \| Victor Lafay \| Cofidis \| + 2 s \| \| \| 4.º \| Remco Evenepoel \| Quick-Step Alpha Vinyl \| + 2 s \| \| \| 5.º \| Giulio Ciccone \| Trek-Segafredo \| + 5 s \| \| \| 6.º \| Tao Geoghegan Hart \| Ineos Grenadiers \| + 5 s \| \| \| 7.º \| Enric Mas \| Movistar Team \| + 5 s \| \| \| 8.º \| Wilco Kelderman \| Bora-Hansgrohe \| + 5 s \| \| \| 9.º \| Mikel Landa \| Bahrain Victorious \| + 5 s \| \| \| 10.º \| Jai Hindley \| Bora-Hansgrohe \| + 5 s \| \| |                    |                        |                 |
| |                    |                        |                 |
| Fuente: ProCyclingStats |                    |                        |                 |
| Clasificación de la etapa |                    |                        |                 |
| Ciclista | Ciclista           | Equipo                 | Tiempo          |
| 1.º | Tadej Pogačar      | UAE Team Emirates      | 4 h 48 min 39 s |
| 2.º | Jonas Vingegaard   | Jumbo-Visma            | + 2 s           |
| 3.º | Victor Lafay       | Cofidis                | + 2 s           |
| 4.º | Remco Evenepoel    | Quick-Step Alpha Vinyl | + 2 s           |
| 5.º | Giulio Ciccone     | Trek-Segafredo         | + 5 s           |
| 6.º | Tao Geoghegan Hart | Ineos Grenadiers       | + 5 s           |
| 7.º | Enric Mas          | Movistar Team          | + 5 s           |
| 8.º | Wilco Kelderman    | Bora-Hansgrohe         | + 5 s           |
| 9.º | Mikel Landa        | Bahrain Victorious     | + 5 s           |
| 10.º | Jai Hindley        | Bora-Hansgrohe         | + 5 s           |

| \| Clasificación general \| Clasificación general \| Clasificación general \| Clasificación general \| Clasificación general \| \| Ciclista \| Ciclista \| Equipo \| Tiempo \| \| \| --------------------- \| --------------------- \| ---------------------- \| --------------------- \| --------------------- \| \| 1.º \| Tadej Pogačar \| UAE Team Emirates \| 14 h 36 min 47 s \| \| \| 2.º \| Remco Evenepoel \| Quick-Step Alpha Vinyl \| + 9 s \| \| \| 3.º \| Filippo Ganna \| Ineos Grenadiers \| + 21 s \| \| \| 4.º \| Thymen Arensman \| Team DSM \| + 36 s \| \| \| 5.º \| Tao Geoghegan Hart \| Ineos Grenadiers \| + 43 s \| \| \| 6.º \| Jonas Vingegaard \| Jumbo-Visma \| + 45 s \| \| \| 7.º \| Miguel Ángel López \| Astana Qazaqstan Team \| + 50 s \| \| \| 8.º \| Marc Soler \| UAE Team Emirates \| + 56 s \| \| \| 9.º \| Richie Porte \| Ineos Grenadiers \| + 1 min 02 s \| \| \| 10.º \| Wilco Kelderman \| Bora-Hansgrohe \| + 1 min 04 s \| \| |                    |                        |                  |
| |                    |                        |                  |
| Fuente: ProCyclingStats |                    |                        |                  |
| Clasificación general |                    |                        |                  |
| Ciclista | Ciclista           | Equipo                 | Tiempo           |
| 1.º | Tadej Pogačar      | UAE Team Emirates      | 14 h 36 min 47 s |
| 2.º | Remco Evenepoel    | Quick-Step Alpha Vinyl | + 9 s            |
| 3.º | Filippo Ganna      | Ineos Grenadiers       | + 21 s           |
| 4.º | Thymen Arensman    | Team DSM               | + 36 s           |
| 5.º | Tao Geoghegan Hart | Ineos Grenadiers       | + 43 s           |
| 6.º | Jonas Vingegaard   | Jumbo-Visma            | + 45 s           |
| 7.º | Miguel Ángel López | Astana Qazaqstan Team  | + 50 s           |
| 8.º | Marc Soler         | UAE Team Emirates      | + 56 s           |
| 9.º | Richie Porte       | Ineos Grenadiers       | + 1 min 02 s     |
| 10.º | Wilco Kelderman    | Bora-Hansgrohe         | + 1 min 04 s     |

### 5.ª etapa
| Sefro - Fermo | etapa de montaña | (155 km) |

| \| Clasificación de la etapa \| Clasificación de la etapa \| Clasificación de la etapa \| Clasificación de la etapa \| Clasificación de la etapa \| \| Ciclista \| Ciclista \| Equipo \| Tiempo \| \| \| ------------------------- \| ------------------------- \| ------------------------- \| ------------------------- \| ------------------------- \| \| 1.º \| Warren Barguil \| Arkéa-Samsic \| 3 h 39 min 53 s \| \| \| 2.º \| Xandro Meurisse \| Alpecin-Fenix \| + 10 s \| \| \| 3.º \| Simone Velasco \| Astana Qazaqstan Team \| + 14 s \| \| \| 4.º \| Nélson Filippe Oliveira \| Movistar Team \| + 15 s \| \| \| 5.º \| Richie Porte \| Ineos Grenadiers \| + 26 s \| \| \| 6.º \| Tadej Pogačar \| UAE Team Emirates \| + 28 s \| \| \| 7.º \| Jonas Vingegaard \| Jumbo-Visma \| + 28 s \| \| \| 8.º \| Enric Mas \| Movistar Team \| + 28 s \| \| \| 9.º \| Remco Evenepoel \| Quick-Step Alpha Vinyl \| + 28 s \| \| \| 10.º \| Jai Hindley \| Bora-Hansgrohe \| + 28 s \| \| |                         |                        |                 |
| |                         |                        |                 |
| Fuente: ProCyclingStats |                         |                        |                 |
| Clasificación de la etapa |                         |                        |                 |
| Ciclista | Ciclista                | Equipo                 | Tiempo          |
| 1.º | Warren Barguil          | Arkéa-Samsic           | 3 h 39 min 53 s |
| 2.º | Xandro Meurisse         | Alpecin-Fenix          | + 10 s          |
| 3.º | Simone Velasco          | Astana Qazaqstan Team  | + 14 s          |
| 4.º | Nélson Filippe Oliveira | Movistar Team          | + 15 s          |
| 5.º | Richie Porte            | Ineos Grenadiers       | + 26 s          |
| 6.º | Tadej Pogačar           | UAE Team Emirates      | + 28 s          |
| 7.º | Jonas Vingegaard        | Jumbo-Visma            | + 28 s          |
| 8.º | Enric Mas               | Movistar Team          | + 28 s          |
| 9.º | Remco Evenepoel         | Quick-Step Alpha Vinyl | + 28 s          |
| 10.º | Jai Hindley             | Bora-Hansgrohe         | + 28 s          |

| \| Clasificación general \| Clasificación general \| Clasificación general \| Clasificación general \| Clasificación general \| \| Ciclista \| Ciclista \| Equipo \| Tiempo \| \| \| --------------------- \| --------------------- \| ---------------------- \| --------------------- \| --------------------- \| \| 1.º \| Tadej Pogačar \| UAE Team Emirates \| 18 h 17 min 08 s \| \| \| 2.º \| Remco Evenepoel \| Quick-Step Alpha Vinyl \| + 9 s \| \| \| 3.º \| Thymen Arensman \| Team DSM \| + 43 s \| \| \| 4.º \| Jonas Vingegaard \| Jumbo-Visma \| + 45 s \| \| \| 5.º \| Miguel Ángel López \| Astana Qazaqstan Team \| + 1 min 00 s \| \| \| 6.º \| Richie Porte \| Ineos Grenadiers \| + 1 min 00 s \| \| \| 7.º \| Tao Geoghegan Hart \| Ineos Grenadiers \| + 1 min 02 s \| \| \| 8.º \| Jai Hindley \| Bora-Hansgrohe \| + 1 min 06 s \| \| \| 9.º \| Enric Mas \| Movistar Team \| + 1 min 11 s \| \| \| 10.º \| Wilco Kelderman \| Bora-Hansgrohe \| + 1 min 14 s \| \| |                    |                        |                  |
| |                    |                        |                  |
| Fuente: ProCyclingStats |                    |                        |                  |
| Clasificación general |                    |                        |                  |
| Ciclista | Ciclista           | Equipo                 | Tiempo           |
| 1.º | Tadej Pogačar      | UAE Team Emirates      | 18 h 17 min 08 s |
| 2.º | Remco Evenepoel    | Quick-Step Alpha Vinyl | + 9 s            |
| 3.º | Thymen Arensman    | Team DSM               | + 43 s           |
| 4.º | Jonas Vingegaard   | Jumbo-Visma            | + 45 s           |
| 5.º | Miguel Ángel López | Astana Qazaqstan Team  | + 1 min 00 s     |
| 6.º | Richie Porte       | Ineos Grenadiers       | + 1 min 00 s     |
| 7.º | Tao Geoghegan Hart | Ineos Grenadiers       | + 1 min 02 s     |
| 8.º | Jai Hindley        | Bora-Hansgrohe         | + 1 min 06 s     |
| 9.º | Enric Mas          | Movistar Team          | + 1 min 11 s     |
| 10.º | Wilco Kelderman    | Bora-Hansgrohe         | + 1 min 14 s     |

### 6.ª etapa
| Apecchio - Carpegna | etapa de montaña | (213 km) |

| \| Clasificación de la etapa \| Clasificación de la etapa \| Clasificación de la etapa \| Clasificación de la etapa \| Clasificación de la etapa \| \| Ciclista \| Ciclista \| Equipo \| Tiempo \| \| \| ------------------------- \| ------------------------- \| ------------------------- \| ------------------------- \| ------------------------- \| \| 1.º \| Tadej Pogačar \| UAE Team Emirates \| 5 h 28 min 57 s \| \| \| 2.º \| Jonas Vingegaard \| Jumbo-Visma \| + 1 min 03 s \| \| \| 3.º \| Mikel Landa \| Bahrain Victorious \| + 1 min 03 s \| \| \| 4.º \| Richie Porte \| Ineos Grenadiers \| + 1 min 34 s \| \| \| 5.º \| Damiano Caruso \| Bahrain Victorious \| + 1 min 49 s \| \| \| 6.º \| Jai Hindley \| Bora-Hansgrohe \| + 1 min 49 s \| \| \| 7.º \| Thibaut Pinot \| Groupama-FDJ \| + 1 min 49 s \| \| \| 8.º \| Giulio Ciccone \| Trek-Segafredo \| + 2 min 23 s \| \| \| 9.º \| Pello Bilbao \| Bahrain Victorious \| + 2 min 23 s \| \| \| 10.º \| Thymen Arensman \| Team DSM \| + 2 min 23 s \| \| |                  |                    |                 |
| |                  |                    |                 |
| Fuente: ProCyclingStats |                  |                    |                 |
| Clasificación de la etapa |                  |                    |                 |
| Ciclista | Ciclista         | Equipo             | Tiempo          |
| 1.º | Tadej Pogačar    | UAE Team Emirates  | 5 h 28 min 57 s |
| 2.º | Jonas Vingegaard | Jumbo-Visma        | + 1 min 03 s    |
| 3.º | Mikel Landa      | Bahrain Victorious | + 1 min 03 s    |
| 4.º | Richie Porte     | Ineos Grenadiers   | + 1 min 34 s    |
| 5.º | Damiano Caruso   | Bahrain Victorious | + 1 min 49 s    |
| 6.º | Jai Hindley      | Bora-Hansgrohe     | + 1 min 49 s    |
| 7.º | Thibaut Pinot    | Groupama-FDJ       | + 1 min 49 s    |
| 8.º | Giulio Ciccone   | Trek-Segafredo     | + 2 min 23 s    |
| 9.º | Pello Bilbao     | Bahrain Victorious | + 2 min 23 s    |
| 10.º | Thymen Arensman  | Team DSM           | + 2 min 23 s    |

| \| Clasificación general \| Clasificación general \| Clasificación general \| Clasificación general \| Clasificación general \| \| Ciclista \| Ciclista \| Equipo \| Tiempo \| \| \| --------------------- \| --------------------- \| --------------------- \| --------------------- \| --------------------- \| \| 1.º \| Tadej Pogačar \| UAE Team Emirates \| 23 h 45 min 55 s \| \| \| 2.º \| Jonas Vingegaard \| Jumbo-Visma \| + 1 min 52 s \| \| \| 3.º \| Mikel Landa \| Bahrain Victorious \| + 2 min 33 s \| \| \| 4.º \| Richie Porte \| Ineos Grenadiers \| + 2 min 44 s \| \| \| 5.º \| Jai Hindley \| Bora-Hansgrohe \| + 3 min 05 s \| \| \| 6.º \| Thymen Arensman \| Team DSM \| + 3 min 16 s \| \| \| 7.º \| Damiano Caruso \| Bahrain Victorious \| + 3 min 20 s \| \| \| 8.º \| Thibaut Pinot \| Groupama-FDJ \| + 3 min 37 s \| \| \| 9.º \| Pello Bilbao \| Bahrain Victorious \| + 3 min 51 s \| \| \| 10.º \| Giulio Ciccone \| Trek-Segafredo \| + 4 min 03 s \| \| |                  |                    |                  |
| |                  |                    |                  |
| Fuente: ProCyclingStats |                  |                    |                  |
| Clasificación general |                  |                    |                  |
| Ciclista | Ciclista         | Equipo             | Tiempo           |
| 1.º | Tadej Pogačar    | UAE Team Emirates  | 23 h 45 min 55 s |
| 2.º | Jonas Vingegaard | Jumbo-Visma        | + 1 min 52 s     |
| 3.º | Mikel Landa      | Bahrain Victorious | + 2 min 33 s     |
| 4.º | Richie Porte     | Ineos Grenadiers   | + 2 min 44 s     |
| 5.º | Jai Hindley      | Bora-Hansgrohe     | + 3 min 05 s     |
| 6.º | Thymen Arensman  | Team DSM           | + 3 min 16 s     |
| 7.º | Damiano Caruso   | Bahrain Victorious | + 3 min 20 s     |
| 8.º | Thibaut Pinot    | Groupama-FDJ       | + 3 min 37 s     |
| 9.º | Pello Bilbao     | Bahrain Victorious | + 3 min 51 s     |
| 10.º | Giulio Ciccone   | Trek-Segafredo     | + 4 min 03 s     |

### 7.ª etapa
| San Benedetto del Tronto - San Benedetto del Tronto | etapa llana | (159 km) |

| \| Clasificación de la etapa \| Clasificación de la etapa \| Clasificación de la etapa \| Clasificación de la etapa \| Clasificación de la etapa \| \| Ciclista \| Ciclista \| Equipo \| Tiempo \| \| \| ------------------------- \| ------------------------- \| ---------------------------------- \| ------------------------- \| ------------------------- \| \| 1.º \| Phil Bauhaus \| Bahrain Victorious \| 3 h 39 min 58 s \| \| \| 2.º \| Giacomo Nizzolo \| Israel-Premier Tech \| + 0 s \| \| \| 3.º \| Kaden Groves \| BikeExchange-Jayco \| + 0 s \| \| \| 4.º \| Davide Cimolai \| Cofidis \| + 0 s \| \| \| 5.º \| Alberto Dainese \| Team DSM \| + 0 s \| \| \| 6.º \| Alexander Kristoff \| Intermarché-Wanty-Gobert Matériaux \| + 0 s \| \| \| 7.º \| Edvald Boasson Hagen \| TotalEnergies \| + 0 s \| \| \| 8.º \| Olav Kooij \| Jumbo-Visma \| + 0 s \| \| \| 9.º \| Arnaud Démare \| Groupama-FDJ \| + 0 s \| \| \| 10.º \| Matteo Moschetti \| Trek-Segafredo \| + 0 s \| \| |                      |                                    |                 |
| |                      |                                    |                 |
| Fuente: ProCyclingStats |                      |                                    |                 |
| Clasificación de la etapa |                      |                                    |                 |
| Ciclista | Ciclista             | Equipo                             | Tiempo          |
| 1.º | Phil Bauhaus         | Bahrain Victorious                 | 3 h 39 min 58 s |
| 2.º | Giacomo Nizzolo      | Israel-Premier Tech                | + 0 s           |
| 3.º | Kaden Groves         | BikeExchange-Jayco                 | + 0 s           |
| 4.º | Davide Cimolai       | Cofidis                            | + 0 s           |
| 5.º | Alberto Dainese      | Team DSM                           | + 0 s           |
| 6.º | Alexander Kristoff   | Intermarché-Wanty-Gobert Matériaux | + 0 s           |
| 7.º | Edvald Boasson Hagen | TotalEnergies                      | + 0 s           |
| 8.º | Olav Kooij           | Jumbo-Visma                        | + 0 s           |
| 9.º | Arnaud Démare        | Groupama-FDJ                       | + 0 s           |
| 10.º | Matteo Moschetti     | Trek-Segafredo                     | + 0 s           |

## Clasificaciones finales
- Las clasificaciones finalizaron de la siguiente forma:[4]

### Clasificación general
| \| Clasificación general \| Clasificación general \| Clasificación general \| Clasificación general \| Clasificación general \| \| Ciclista \| Ciclista \| Equipo \| Tiempo \| \| \| --------------------- \| --------------------- \| --------------------- \| --------------------- \| --------------------- \| \| 1.º \| Tadej Pogačar \| UAE Team Emirates \| 27 h 25 min 53 s \| \| \| 2.º \| Jonas Vingegaard \| Jumbo-Visma \| + 1 min 52 s \| \| \| 3.º \| Mikel Landa \| Bahrain Victorious \| + 2 min 33 s \| \| \| 4.º \| Richie Porte \| Ineos Grenadiers \| + 2 min 44 s \| \| \| 5.º \| Jai Hindley \| Bora-Hansgrohe \| + 3 min 05 s \| \| \| 6.º \| Thymen Arensman \| Team DSM \| + 3 min 16 s \| \| \| 7.º \| Damiano Caruso \| Bahrain Victorious \| + 3 min 20 s \| \| \| 8.º \| Thibaut Pinot \| Groupama-FDJ \| + 3 min 37 s \| \| \| 9.º \| Pello Bilbao \| Bahrain Victorious \| + 3 min 51 s \| \| \| 10.º \| Giulio Ciccone \| Trek-Segafredo \| + 4 min 03 s \| \| |                  |                    |                  |
| |                  |                    |                  |
| Fuente: ProCyclingStats |                  |                    |                  |
| Clasificación general |                  |                    |                  |
| Ciclista | Ciclista         | Equipo             | Tiempo           |
| 1.º | Tadej Pogačar    | UAE Team Emirates  | 27 h 25 min 53 s |
| 2.º | Jonas Vingegaard | Jumbo-Visma        | + 1 min 52 s     |
| 3.º | Mikel Landa      | Bahrain Victorious | + 2 min 33 s     |
| 4.º | Richie Porte     | Ineos Grenadiers   | + 2 min 44 s     |
| 5.º | Jai Hindley      | Bora-Hansgrohe     | + 3 min 05 s     |
| 6.º | Thymen Arensman  | Team DSM           | + 3 min 16 s     |
| 7.º | Damiano Caruso   | Bahrain Victorious | + 3 min 20 s     |
| 8.º | Thibaut Pinot    | Groupama-FDJ       | + 3 min 37 s     |
| 9.º | Pello Bilbao     | Bahrain Victorious | + 3 min 51 s     |
| 10.º | Giulio Ciccone   | Trek-Segafredo     | + 4 min 03 s     |

### Clasificación de la montaña
| Clasificación de la montaña | Clasificación de la montaña | Clasificación de la montaña | Clasificación de la montaña | Clasificación de la montaña |
| Ciclista                    | Ciclista                    | Equipo                      | Puntos                      |                             |
| --------------------------- | --------------------------- | --------------------------- | --------------------------- | --------------------------- |
| 1.º                         | Quinn Simmons               | Trek-Segafredo              | 35 pts                      |                             |
| 2.º                         | Tadej Pogačar               | UAE Team Emirates           | 25 pts                      |                             |
| 3.º                         | Jonas Vingegaard            | Jumbo-Visma                 | 15 pts                      |                             |
| 4.º                         | Davide Bais                 | Eolo-Kometa                 | 13 pts                      |                             |
| 5.º                         | Damiano Caruso              | Bahrain Victorious          | 11 pts                      |                             |
| 6.º                         | Mikel Landa                 | Bahrain Victorious          | 10 pts                      |                             |
| 7.º                         | Warren Barguil              | Arkéa-Samsic                | 9 pts                       |                             |
| 8.º                         | Xandro Meurisse             | Alpecin-Fenix               | 9 pts                       |                             |
| 9.º                         | Francesco Gavazzi           | Eolo-Kometa                 | 8 pts                       |                             |
| 10.º                        | Richie Porte                | Ineos Grenadiers            | 7 pts                       |                             |

### Clasificación de los puntos
| Clasificación por puntos | Clasificación por puntos | Clasificación por puntos | Clasificación por puntos | Clasificación por puntos |
| Ciclista                 | Ciclista                 | Equipo                   | Puntos                   |                          |
| ------------------------ | ------------------------ | ------------------------ | ------------------------ | ------------------------ |
| 1.º                      | Tadej Pogačar            | UAE Team Emirates        | 44 pts                   |                          |
| 2.º                      | Jonas Vingegaard         | Jumbo-Visma              | 24 pts                   |                          |
| 3.º                      | Phil Bauhaus             | Bahrain Victorious       | 21 pts                   |                          |
| 4.º                      | Olav Kooij               | Jumbo-Visma              | 21 pts                   |                          |
| 5.º                      | Remco Evenepoel          | Quick-Step Alpha Vinyl   | 19 pts                   |                          |
| 6.º                      | Tim Merlier              | Alpecin-Fenix            | 18 pts                   |                          |
| 7.º                      | Kaden Groves             | BikeExchange-Jayco       | 16 pts                   |                          |
| 8.º                      | Richie Porte             | Ineos Grenadiers         | 13 pts                   |                          |
| 9.º                      | Giacomo Nizzolo          | Israel-Premier Tech      | 13 pts                   |                          |
| 10.º                     | Warren Barguil           | Arkéa-Samsic             | 12 pts                   |                          |

### Clasificación de los jóvenes
| Clasificación del mejor joven | Clasificación del mejor joven | Clasificación del mejor joven   | Clasificación del mejor joven | Clasificación del mejor joven |
| Ciclista                      | Ciclista                      | Equipo                          | Tiempo                        |                               |
| ----------------------------- | ----------------------------- | ------------------------------- | ----------------------------- | ----------------------------- |
| 1.º                           | Tadej Pogačar                 | UAE Team Emirates               | 27 h 25 min 53 s              |                               |
| 2.º                           | Thymen Arensman               | Team DSM                        | + 3 min 16 s                  |                               |
| 3.º                           | Remco Evenepoel               | Quick-Step Alpha Vinyl          | + 4 min 20 s                  |                               |
| 4.º                           | Jefferson Cepeda              | Caja Rural-Seguros RGA          | + 19 min 56 s                 |                               |
| 5.º                           | Natnael Tesfatsion            | Drone Hopper-Androni Giocattoli | + 25 min 03 s                 |                               |
| 6.º                           | Matteo Sobrero                | BikeExchange-Jayco              | + 29 min 59 s                 |                               |
| 7.º                           | Valentin Ferron               | TotalEnergies                   | + 38 min 32 s                 |                               |
| 8.º                           | Quinn Simmons                 | Trek-Segafredo                  | + 43 min 28 s                 |                               |
| 9.º                           | Einer Rubio                   | Movistar Team                   | + 47 min 06 s                 |                               |
| 10.º                          | Mikkel Honoré                 | Quick-Step Alpha Vinyl          | + 1 h 00 min 49 s             |                               |

### Clasificación por equipos
| Clasificación por equipos | Clasificación por equipos       | Clasificación por equipos | Clasificación por equipos |
| Equipo                    | Equipo                          | Tiempo                    |                           |
| ------------------------- | ------------------------------- | ------------------------- | ------------------------- |
| 1.º                       | Bahrain Victorious              | 82 h 26 min 46 s          |                           |
| 2.º                       | UAE Team Emirates               | + 8 min 11 s              |                           |
| 3.º                       | Bora-Hansgrohe                  | + 19 min 04 s             |                           |
| 4.º                       | Ineos Grenadiers                | + 27 min 06 s             |                           |
| 5.º                       | Cofidis                         | + 29 min 06 s             |                           |
| 6.º                       | Team DSM                        | + 34 min 16 s             |                           |
| 7.º                       | AG2R Citroën Team               | + 35 min 14 s             |                           |
| 8.º                       | Movistar Team                   | + 35 min 54 s             |                           |
| 9.º                       | Drone Hopper-Androni Giocattoli | + 40 min 08 s             |                           |
| 10.º                      | Eolo-Kometa                     | + 43 min 37 s             |                           |

## Evolución de las clasificaciones
| Etapa                   |                         | Ganador _      | Clasificación general | Puntos        | Montaña       | Jóvenes         | Equipo _               |
| ----------------------- | ----------------------- | -------------- | --------------------- | ------------- | ------------- | --------------- | ---------------------- |
| 1.ª etapa               | contrarreloj individual | Filippo Ganna  | Filippo Ganna         | Filippo Ganna | no otorgado   | Remco Evenepoel | Quick-Step Alpha Vinyl |
| 2.ª etapa               | etapa escarpada         | Tim Merlier    | Filippo Ganna         | Filippo Ganna | Davide Bais   | Remco Evenepoel | Quick-Step Alpha Vinyl |
| 3.ª etapa               | etapa llana             | Caleb Ewan     | Filippo Ganna         | Tim Merlier   | Davide Bais   | Remco Evenepoel | Quick-Step Alpha Vinyl |
| 4.ª etapa               | etapa de media montaña  | Tadej Pogačar  | Tadej Pogačar         | Tadej Pogačar | Quinn Simmons | Tadej Pogačar   | Ineos Grenadiers       |
| 5.ª etapa               | etapa de montaña        | Warren Barguil | Tadej Pogačar         | Tadej Pogačar | Quinn Simmons | Tadej Pogačar   | Bahrain Victorious     |
| 6.ª etapa               | etapa de montaña        | Tadej Pogačar  | Tadej Pogačar         | Tadej Pogačar | Quinn Simmons | Tadej Pogačar   | Bahrain Victorious     |
| 7.ª etapa               | etapa llana             | Phil Bauhaus   | Tadej Pogačar         | Tadej Pogačar | Quinn Simmons | Tadej Pogačar   | Bahrain Victorious     |
| Clasificaciones finales | Clasificaciones finales |                | Tadej Pogačar         | Tadej Pogačar | Quinn Simmons | Tadej Pogačar   | Bahrain Victorious     |

## Ciclistas participantes y posiciones finales
Convenciones:
- AB-N: Abandono en la etapa "N"
- FLT-N: Retiro por llegada fuera del límite de tiempo en la etapa "N"
- NTS-N: No tomó la salida para la etapa "N"
- DES-N: Descalificado o expulsado en la etapa "N"

## UCI World Ranking
La Tirreno-Adriático otorgó puntos para el UCI World Ranking para corredores de los equipos en las categorías UCI WorldTeam, UCI ProTeam y Continental. Las siguientes tablas son el baremo de puntuación y los diez corredores que obtuvieron más puntos:
| Posición              | 1.º | 2.º | 3.º | 4.º | 5.º | 6.º | 7.º | 8.º | 9.º | 10.º | 11.º | 12.º | 13.º | 14.º | 15.º | 16.º-20.º | 21.º-30.º | 31.º-50.º | 51.º-55.º | 56.º-60.º |
| Clasificación general | 500 | 400 | 325 | 275 | 225 | 175 | 150 | 125 | 100 | 85   | 70   | 60   | 50   | 40   | 35   | 30        | 20        | 10        | 5         | 3         |
| Por etapa             | 60  | 25  | 10  |     |     |     |     |     |     |      |      |      |      |      |      |           |           |           |           |           |
| Líder                 | 10  |     |     |     |     |     |     |     |     |      |      |      |      |      |      |           |           |           |           |           |

| Clasificación |                  |                        |         |       |       |       |
| Posición      | Ciclista         | Equipo                 | General | Etapa | Líder | Total |
| ------------- | ---------------- | ---------------------- | ------- | ----- | ----- | ----- |
| 1.º           | Tadej Pogačar    | UAE Emirates           | 500     | 130   | 30    | 660   |
| 2.º           | Jonas Vingegaard | Jumbo-Visma            | 400     | 50    | -     | 450   |
| 3.º           | Mikel Landa      | Bahrain Victorious     | 325     | 10    | -     | 335   |
| 4.º           | Richie Porte     | INEOS Grenadiers       | 275     | -     | -     | 275   |
| 5.º           | Jai Hindley      | Bora-Hansgrohe         | 225     | -     | -     | 225   |
| 6.º           | Thymen Arensman  | DSM                    | 175     | -     | -     | 175   |
| 7.º           | Damiano Caruso   | Bahrain Victorious     | 150     | -     | -     | 150   |
| 8.º           | Thibaut Pinot    | Groupama-FDJ           | 125     | -     | -     | 125   |
| 9.º           | Pello Bilbao     | Bahrain Victorious     | 100     | -     | -     | 100   |
| 10.º          | Remco Evenepoel  | Quick-Step Alpha Vinyl | 70      | 25    | -     | 95    |